# Pistacchio verde di Bronte
Il pistacchio verde di Bronte (in siciliano chiamata frastuca per il frutto e frastucara per la pianta) è una varietà di pistacchio (Pistacia vera cv Napoletana, innestata su Pistacia terebinthus) a Denominazione di origine protetta DOP. Il pistacchio di Bronte è anche Presidio Slow Food.

## Nomi locali
A Bronte, la pianta di pistacchio viene chiamata scornabeccu.

## La coltivazione
La coltivazione e la produzione di pistacchio rappresenta per Bronte, paese della provincia di Catania un'importante fonte di reddito, tanto da essere soprannominato l'Oro Verde per il suo alto valore commerciale. La città di Bronte ha saputo sfruttare questo vantaggio, infatti nel suo territorio si contano circa 5000 produttori, la maggior parte con appezzamenti di circa 1 ettaro cadauno, nonché qualche grosso produttore con un multiplo di ettari.
Il frutto raccolto viene in genere smallato ed asciugato ad opera del produttore stesso, che poi vende il suo pistacchio in guscio alle aziende esportatrici (circa il 60% viene esportato all'estero, mentre il 40% trova impiego nell'industria nazionale e in molte nuove aziende locali che lo trasformano in crema, pesto, torrone che negli ultimi anni sono esplosi nel mercato italiano).
Vi sono circa una ventina di aziende della lavorazione del pistacchio, alcune ottimamente attrezzate e tecnologicamente avanzate, che si occupano della lavorazione successiva e della commercializzazione, anche online, in Europa e in altri paesi extraeuropei. Complessivamente l'Oro Verde produce annualmente una ricchezza di circa 35/40 milioni di euro.
Il Pistacchio di Bronte DOP è coltivato nel comune del Bronte e in quelli di Adrano e Biancavilla, a precise altitudini e su terreni indicati nel disciplinare del DOP, tra i 400 e i 900 m s.l.m.. Nei territori di Bronte, Adrano e Biancavilla, in oltre 3500 ettari di terreno, si trova il 90% della produzione siciliana di pistacchi, che rappresenta lo 0,25% della quantità prodotta nel mondo, con 3500 tonnellate prodotte nel 2012..

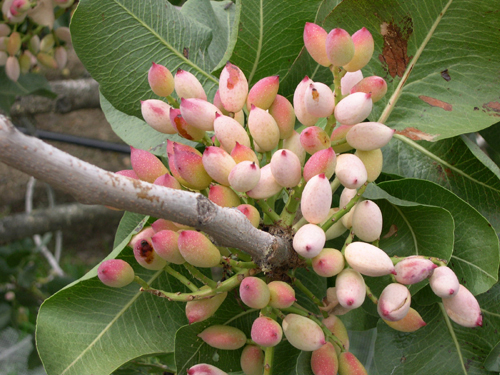
Il pistacchio di Bronte in maturazione
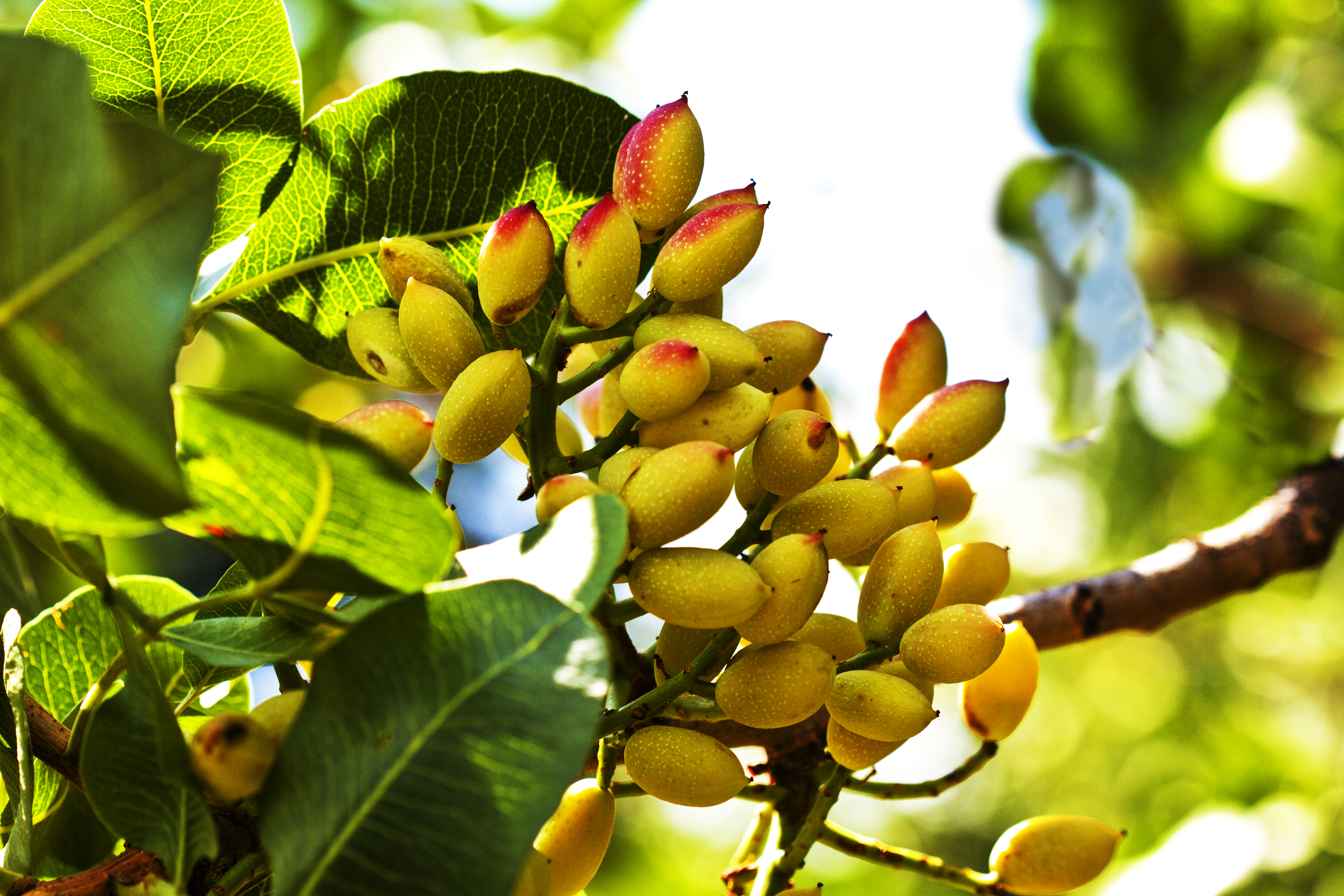
Il pistacchio di Bronte nell'ultima fase della maturazione
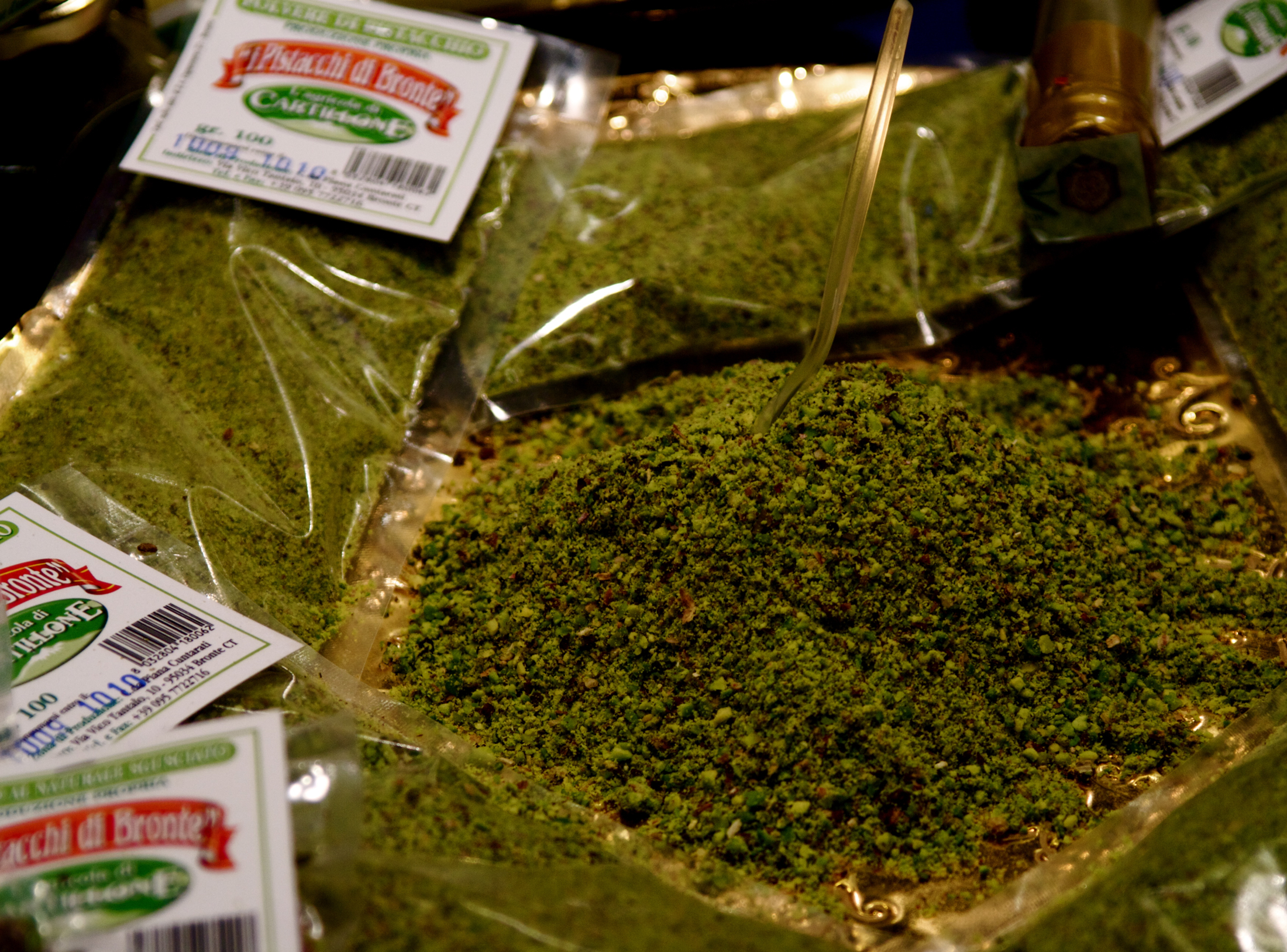
Pistacchio macinato

## La denominazione DOP
Il 9 giugno 2009 l'Unione Europea ha pubblicato il disciplinare che conferisce al pistacchio verde di Bronte la Denominazione di origine protetta (DOP) Nel disciplinare si evincono:
- Nome: pistacchio verde di Bronte
- Descrizione: prodotto in guscio, sgusciato o pelato, delle piante della specie Pistacia vera. Il pistacchio DOP all'atto dell'immissione al consumo deve corrispondere a requisiti ben precisi: colore verde intenso, sapore aromatico forte.
- Zona geografica: la zona di produzione deve ricadere nel territorio di Bronte, Adrano, Biancavilla.
- Prova dell'origine: la fase produttiva deve essere monitorata e certificata.
- Metodo di ottenimento: nella preparazione dei terreni, deve essere previsto il livellamento.
- Legame: la zona di produzione deve essere caratterizzata da terreno di origine vulcanica.
- Organismo di controllo: Istituto Zooprofilattico Sperimentale della Sicilia A. Mirri: Via Gino Marinuzzi, 3 Palermo.
- Etichettatura: il prodotto può essere messo in commercio con il logo DOP ed entro due anni dalla raccolta.
- Tecniche colturali: l'albero del pistacchio è molto resistente alla siccità, e per questo in Sicilia viene coltivato a un'altitudine variabile dai 300 ai 900 m. Si adatta ai terreni rocciosi e calcarei e anche alle lave vulcaniche; predilige le esposizioni a sud. Buona resistenza al freddo, teme le gelate primaverili.

## In cucina
I pistacchi in cucina sono utilizzati in molti modi diversi: come ingrediente per dolci e gelati, come frutta secca usata per insaporire i salumi, mortadella, salame al pistacchio, prodotti da alcune aziende siciliane, per fare il pesto alla brontese, i biscotti o la crema spalmabile idonea a qualsiasi farcitura. La pasta pura viene utilizzata per la preparazione del gelato al pistacchio. Nei comuni in cui il pistacchio verde è coltivato, si produce un'ampia varietà di prodotti derivati dalla sua lavorazione.

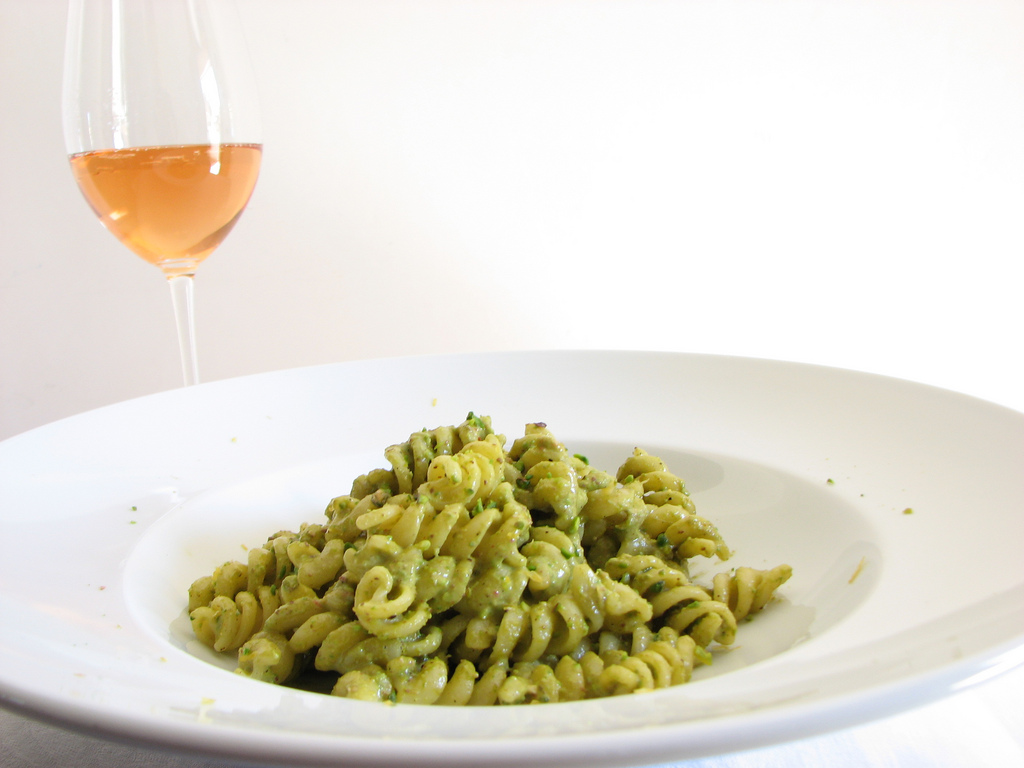
Fusilli al pesto di pistacchio

## La sagra
Ogni anno, l'ultima domenica di settembre e la prima di ottobre, in alcune piazze e vie del centro storico di Bronte si svolge la sagra del pistacchio. Nel corso della Sagra si possono assaggiare ed acquistare i prodotti ottenuti con la lavorazione del pistacchio e i frutti stessi. Ogni anno attira migliaia di turisti provenienti anche dall'estero.